# عبد الله حسن الذوادي
عبد الله حسن نجم عبد الله الذوادي (ولد في 15 أبريل 1992 في المحرق، البحرين) لاعب كرة قدم بحريني يجيد اللعب في مركز حارس المرمى. يلعب حاليا لصالح الخالدية الذي ينافس في الدوري البحريني الممتاز منذ 2022.

## المسيرة الرياضية

### الأندية
في 1 يوليو 2010 تم تصعيد الذوادي للفريق الأول في نادي المحرق. في موسمه الأول 2010-2011 وفي بطولة الدوري الممتاز ساهم في تتويج فريقه بالبطولة بعدما تصدر الترتيب بفارق نقطتين عن وصيفه الرفاع ليحقق الذوادي أولى بطولاته الشخصية. وفي بطولة كأس ملك البحرين ساهم في تتويج فريقه بالبطولة بعدما تغلب في المباراة النهائية على البسيتين ليحقق الذوادي ثاني بطولاته الشخصية.
في موسمه الثاني 2011-2012 وفي بطولة الدوري الممتاز ساهم في احتلال فريقه المركز الثاني الوصيف بفارق 7 نقاط عن البطل الرفاع. وفي بطولة كأس ملك البحرين ساهم في تتويج فريقه بالبطولة للموسم الثاني على التوالي بعدما تغلب في المباراة النهائية على الرفاع ليحقق الذوادي ثالث بطولاته الشخصية. وفي بطولة كأس الخليج للأندية ساهم في تتويج فريقه بالبطولة بعدما تغلب في المباراة النهائية على الوصل الإماراتي بركلات الترجيح بعد التعادل 4-4 في مجموع المباراتين ليحقق الذوادي رابع بطولاته الشخصية.
في موسمه الثالث 2012-2013 وفي بطولة الدوري الممتاز ساهم في احتلال فريقه المركز الثاني الوصيف بفارق نقطتين عن البطل البسيتين. وفي بطولة كأس ملك البحرين ساهم في تتويج فريقه بالبطولة للموسم الثالث على التوالي بعدما تغلب في المباراة النهائية على الرفاع ليحقق الذوادي خامس بطولاته الشخصية. وفي بطولة كأس الخليج للأندية ساهم في تصدر فريقه المجموعة الثانية على حساب نجران السعودي والسالمية الكويتي ليتأهل إلى الدور الربع النهائي حيث خسر على أرضه من بني ياس الإماراتي بركلات الترجيح.
في موسمه الرابع 2013-2014 وفي بطولة الدوري الممتاز ساهم في احتلال فريقه المركز الرابع بفارق 4 نقاط عن البطل الرفاع. وفي بطولة كأس ملك البحرين ساهم في وصول فريقه إلى الدور الربع النهائي حيث خسر من الرفاع الشرقي بركلات الترجيح. وفي بطولة كأس السوبر البحريني ساهم في تتويج فريقه بالبطولة بعدما تغلب على البسيتين 2-1 ليحقق الذوادي سادس بطولاته الشخصية. وفي بطولة كأس الخليج للأندية ساهم في تصدر فريقه المجموعة الثانية على حساب الشباب الإماراتي والشعلة السعودي ليتأهل إلى الدور الربع النهائي حيث خسر خارج أرضه من النهضة العماني بثلاثية نظيفة.
في موسمه الخامس 2014-2015 وفي بطولة الدوري الممتاز ساهم في حصد فريقه 20 نقطة من 9 مباريات محتلا صدارة الترتيب بفارق الأهداف عن الوصيف المنامة.
في 18 يناير 2015 انتقل الذوادي من المحرق إلى النجمة (الدرجة الثانية) بالإعارة لنهاية الموسم. في موسمه الوحيد 2014-2015 وفي بطولة دوري الدرجة الثانية ساهم في احتلال فريقه المركز الثالث بفارق 5 نقاط عن صاحب المركز الثاني سترة المؤهل للصعود إلى الدوري الممتاز. وفي بطولة كأس ملك البحرين ساهم في وصول فريقه إلى الدور الربع النهائي عندما خسر من البسيتين. في 30 يونيو 2015 عاد الذوادي إلى المحرق بعد انتهاء إعارته.
في موسمه السادس 2015-2016 وفي بطولة الدوري الممتاز ساهم في احتلال فريقه المركز الثاني الوصيف بفارق 10 نقاط عن البطل الحد. وفي بطولة كأس ملك البحرين ساهم في تتويج فريقه بالبطولة بعدما تغلب في المباراة النهائية على الرفاع ليحقق سابع بطولاته الشخصية. وفي بطولة كأس السوبر البحريني خسر فريقه من الحد بركلات الترجيح. وفي بطولة كأس الاتحاد البحريني فشل فريقه في التأهل إلى الدور النصف النهائي بعدما احتل المركز الخامس في المجموعة الثانية. وفي بطولة كأس الاتحاد الآسيوي ساهم في تصدر فريقه المجموعة الرابعة متفوقا على الجيش السوري وأهلي الخليل الفلسطيني وفنجاء العماني ليتأهل إلى الدور الثمن النهائي حيث تغلب على أرضه على الفيصلي الأردني بهدف نظيف وفي الدور الربع النهائي خسر من العهد اللبناني 0-3 في مجموع المباراتين.
في موسمه السابع 2016-2017 وفي بطولة الدوري الممتاز ساهم في احتلال فريقه المركز الخامس بفارق 4 نقاط عن البطل المالكية. وفي بطولة كأس ملك البحرين ساهم في وصول فريقه إلى المباراة النهائية عندما خسر من المنامة 1-2. وفي بطولة كأس السوبر البحريني خسر فريقه من الحد 0-1. وفي بطولة كأس الاتحاد البحريني فشل فريقه في التأهل إلى الدور النصف النهائي بعدما احتل المركز الرابع في المجموعة الأولى. وفي بطولة كأس الاتحاد الآسيوي خرج فريقه من دور المجموعات بعد احتلال المركز الثاني في المجموعة الثالثة بفارق نقطة واحدة عن صاحب المركز الثاني في المجموعة الثانية الوحدة السوري.
في موسمه الثامن 2017-2018 وفي بطولة الدوري الممتاز ساهم في تتويج فريقه بالبطولة بعدما تصدر الترتيب بفارق 15 نقطة عن وصيفه النجمة ليحقق الذوادي ثامن بطولاته الشخصية. وفي بطولة كأس ملك البحرين ساهم في وصول فريقه إلى المباراة النهائية عندما خسر من النجمة بركلات الترجيح. وفي بطولة كأس النخبة البحريني ساهم في وصول فريقه إلى الدور النصف النهائي عندما خسر من الحد 0-2.
في موسمه التاسع 2018-2019 وفي بطولة الدوري الممتاز ساهم في احتلال فريقه المركز الثالث بفارق 9 نقاط عن البطل الرفاع. وفي بطولة كأس ملك البحرين ساهم في وصول فريقه إلى الدور النصف النهائي عندما خسر من الرفاع 1-3 في مجموع المباراتين. وفي بطولة كأس السوبر البحريني ساهم في تتويج فريقه بالبطولة بعدما تغلب على النجمة بركلات الترجيح ليحقق الذوادي تاسع بطولاته الشخصية. وفي بطولة كأس الاتحاد البحريني فشل فريقه في التأهل إلى الدور النصف النهائي بعدما احتل المركز الثاني في المجموعة الأولى بفارق 5 نقاط عن المتأهل الأهلي. وفي بطولة كأس العرب للأندية الأبطال خرج فريقه من المرحلة الأولى عندما خسر من الأهلي السعودي 0-5 في مجموع المباراتين.
في 1 يوليو 2019 انتقل الذوادي من المحرق إلى البسيتين بالإعارة لمدة موسم واحد. في موسمه الوحيد 2019-2020 وفي بطولة الدوري الممتاز ساهم في احتلال فريقه المركز الثامن بفارق نقطتين عن منطقة الهبوط المباشر وبالتأهل تأهل إلى ملحق البقاء حيث تغلب على البحرين 4-2 في مجموع المباراتين وبقي في الدوري الممتاز. وفي بطولة كأس ملك البحرين ساهم في وصول فريقه إلى الدور الربع النهائي عندما خسر من المنامة 1-5 في مجموع المباراتين. وفي بطولة كأس الاتحاد البحريني ساهم في وصول فريقه إلى المباراة النهائية عندما خسر من المحرق 1-4. في 30 يونيو 2020 عاد الذوادي إلى المحرق بعد انتهاء إعارته.
في 18 أكتوبر 2020 انتقل الذوادي من المحرق إلى الأهلي البحريني (الدرجة الممتازة) في صفقة انتقال حر. في موسمه الأول 2020-2021 وفي بطولة الدوري الممتاز ساهم في احتلال فريقه المركز السابع بفارق نقطة واحدة عن منطقة الهبوط. وفي بطولة كأس ملك البحرين ساهم في وصول فريقه إلى المباراة النهائية عندما خسر من الرفاع 0-2. وفي بطولة كأس الاتحاد البحريني فشل فريقه في التأهل إلى الدور النصف النهائي بعدما احتل المركز الثاني في المجموعة الثالثة بفارق نقطة واحدة عن المتأهل المالكية.
في موسمه الثاني والأخير 2021-2022 وفي بطولة الدوري الممتاز ساهم في احتلال فريقه المركز السابع بفارق الأهداف عن منطقة الهبوط. وفي بطولة كأس ملك البحرين ساهم في وصول فريقه إلى الدور الربع النهائي عندما خسر من النجمة بركلات الترجيح. وفي بطولة كأس الاتحاد البحريني فشل فريقه في التأهل إلى الدور النصف النهائي.
في 3 أغسطس 2022 انتقل الذوادي من الأهلي إلى الخالدية البحريني (الدوري الممتاز) في صفقة انتقال حر. في موسمه الأول 2022-2023 وفي بطولة الدوري الممتاز ساهم في تتويج فريقه بالبطولة بعدما تصدر الترتيب بفارق نقطة واحدة عن وصيفه المنامة ليحقق الذوادي عاشر بطولاته الشخصية. وفي بطولة كأس ملك البحرين خرج فريقه من مباراته الأولى عندما خسر في الدور الثمن النهائي من سترة بركلات الترجيح. وفي بطولة كأس السوبر البحريني ساهم في تتويج فريقه بالبطولة بعدما تغلب على الرفاع بهدفين نظيفين ليحقق الذوادي حادي عشر بطولاته الشخصية.

## الإنجازات والألقاب
- المحرق
  - الدوري البحريني الممتاز (2): 2011/2010 - 2018/2017
  - كأس ملك البحرين (4): 2011/2010 - 2012/2011 - 2013/2012 - 2016/2015
  - كأس السوبر البحريني (2): 2013 - 2018
  - كأس الخليج للأندية (1): 2012
- الخالدية
  - الدوري البحريني الممتاز (1): 2023/2022
  - كأس السوبر البحريني (1): 2022